# Мюллер, Людвиг (генерал)
Людвиг Мюллер  (28 июня 1892 г., Зезельберг  — †  28 июня 1972 г., Эттлинген) — немецкий военный деятель, генерал пехоты во Второй мировой войне.

## Биография
В Первой мировой войне служил офицером. После войны перешел в рейхсвер и служил офицером генерального штаба и командиром в различных частях.  Во время Второй мировой войны служил в  качестве командира  198-й пехотная дивизии  и 97-й егерской дивизии. В 1944 году командовал 44-м армейским корпусом. 23 сентября 1944 года попал в советский плен, из которого он был освобожден в 1955 году.

## Награды
- Железный крест (1914) 2-й и 1-й класс
- Застежка на Железный Крест II и I класса
- Немецкий крестик в золоте (28 Февраль 1942)
- Рыцарский крест железного креста с дубовыми листьями [1]
  - Рыцарский крест (25 Октябрь 1943 г. )
  - Дубовые листья (6 Апреля 1944 г.)